# Апраксин, Сергей Андреевич
Серге́й Андре́евич Апра́ксин  (20 января 1923, село Атрать, Симбирская губерния — 16 мая 1995, Москва) — гвардии майор Советской Армии, участник Великой Отечественной войны, Герой Советского Союза (1945).

## Биография
Сергей Апраксин родился 20 января 1923 года в селе Атрать Кладбищенской волости Алатырского уезда (ныне Алатырского муниципального округа Чувашской Республики Российской Федерации). По национальности мордвин. Окончил 9 классов школы, учился в аэроклубе. В июне 1941 года Апраксин был призван на службу в Красную Армию Алатырским районным военным комиссариатом, после чего был направлен в военную авиационную школу пилотов в Чкалове (ныне — Оренбург). После окончания школы в 1944 году Апраксин был направлен в запасной авиаполк.
С 19 июля 1944 года — на фронтах Великой Отечественной войны. Управляя самолётом «Ил-2», гвардии младший лейтенант Апраксин в 1945 году был старшим лётчиком 74-го гвардейского штурмового авиационного Сталинградского Краснознамённого ордена Суворова полка 1-й гвардейской штурмовой авиационной Сталинградской ордена Ленина Краснознамённой ордена Суворова и ордена Кутузова дивизии 1-й воздушной армии 3-го Белорусского фронта.
Принимал участие в Вильнюсской, Каунасской, Восточно-Прусской, Инстербургско-Кёнигсбергской операциях, взятии Кёнигсберга и ликвидации восточно-прусской группировки немецких войск, Земландской операции.
Всего к концу войны Апраксин совершил 109 успешных боевых вылетов, в которых лично уничтожил и повредил 11 танков, 69 автомашин, 12 батарей артиллерии, 47 повозок с грузами, 3 склада боеприпасов, 350 солдат и офицеров противника, создал 18 очагов пожара в местах скопления вражеской техники.
Указом Президиума Верховного Совета СССР от 29 июня 1945 года за «отвагу и мужество, проявленные при нанесении штурмовых ударов по противнику» гвардии младший лейтенант Сергей Апраксин был удостоен высокого звания Героя Советского Союза с вручением ордена Ленина и медали «Золотая Звезда» за номером 6297.
Участвовал в Параде Победы в Москве 24 июня 1945 года. После окончания войны продолжил службу в авиации, вышел в отставку в 1953 году в звании гвардии майора. Проживал в Москве, был руководителем одного из московских предприятий. Умер 16 мая 1995 года. Похоронен на Митинском кладбище в Москве.

## Был также награждён
- орденом Ленина, двумя орденами Красного Знамени, орденами Отечественной войны 1-й и 2-й степеней, орденом Славы 3-й степени, рядом медалей[2].

## Увековечение памяти
- На здании школы в селе Атрать, где учился С.А. Апраксин, установлена мемориальная доска[3].